# みんな死ね
『みんな死ね』（みんなしね）は、神聖かまってちゃんの3rdアルバム。2010年12月22日にPERFECT MUSICから発売された。

## 解説
初のフルアルバム。アルバム『つまんね』と2枚同時発売された。アルバムとしては通算3作目。当初、2010年12月8日発売と発表されていたが、上記の発売日に変更になった。また、本作はインディーズレーベルからのリリースに変更になった。これは、アルバムの発売発表の直前に、ワーナーミュージック・ジャパンの社長であった吉田敬が急逝したことを受けて「このタイトルでは出せない」ということになったが、インディーズレーベルのスタッフの厚意によってリリースがかなった、という経緯からである。
初回出荷分のみ、『つまんね』とのW購入特典応募ステッカーが封入されており、応募者全員に「神聖かまってちゃん特製シングルCD」がプレゼントされた。

## 収録曲
| 全作詞・作曲: の子、全編曲: 神聖かまってちゃん。 | |       |            |       |
| #                                                | タイトル                                                                                                 | 作詞  | 作曲・編曲 | 時間  |
| 1.                                               | 「ねこラジ」                                                                                             | の子  | の子       | 2:57  |
| 2.                                               | 「あるてぃめっとレイザー!」                                                                              | の子  | の子       | 3:59  |
| 3.                                               | 「ベイビーレイニーデイリー」                                                                             | の子  | の子       | 4:34  |
| 4.                                               | 「自分らしく」                                                                                           | の子  | の子       | 5:38  |
| 5.                                               | 「怒鳴るゆめ」                                                                                           | の子  | の子       | 4:46  |
| 6.                                               | 「最悪な少女の将来」                                                                                     | の子  | の子       | 3:34  |
| 7.                                               | 「スピード」                                                                                             | の子  | の子       | 3:19  |
| 8.                                               | 「男はロマンだぜ! たけだ君っ」                                                                           | の子  | の子       | 3:42  |
| 9.                                               | 「神様それではひどいなり」                                                                               | の子  | の子       | 3:07  |
| 10.                                              | 「僕のブルース」                                                                                         | の子  | の子       | 3:51  |
| 11.                                              | 「ぽろりろりんなぼくもぎゃぎゃぎゃぎゃぎゃーん」                                                         | の子  | の子       | 4:49  |
| 12.                                              | 「いくつになったら」                                                                                     | の子  | の子       | 2:58  |
| 13.                                              | 「口ずさめる様に」(再生終了後しばらくの空白を挟んでシークレットトラック『海老の世界』が収録されている。) | の子  | の子       | 10:47 |
| 合計時間:                                        | 合計時間:                                                                                                | 58:01 |            |       |

## 演奏者
- mono - キーボード
- の子 - ボーカル、ギター
- みさこ - ドラムス、コーラス
- ちばぎん - ベース、コーラス